# Базуже
Базуже (фр. Bazougers) насеље је и општина у западној Француској у региону Лоара, у департману Мајен која припада префектури Лавал.
По подацима из 2011. године у општини је живело 1.072 становника, а густина насељености је износила 33,8 становника/km². Општина се простире на површини од 31,72 km². Налази се на средњој надморској висини од 83 метара (максималној 108 m, а минималној 52 m).

## Демографија
| 1962. | 1968. | 1975. | 1982. | 1990. | 1999. | 2011. |
| ----- | ----- | ----- | ----- | ----- | ----- | ----- |
| 722   | 781   | 743   | 864   | 869   | 933   | 1.072 |

График промене броја становника у току последњих година